# Hafez-e Abru

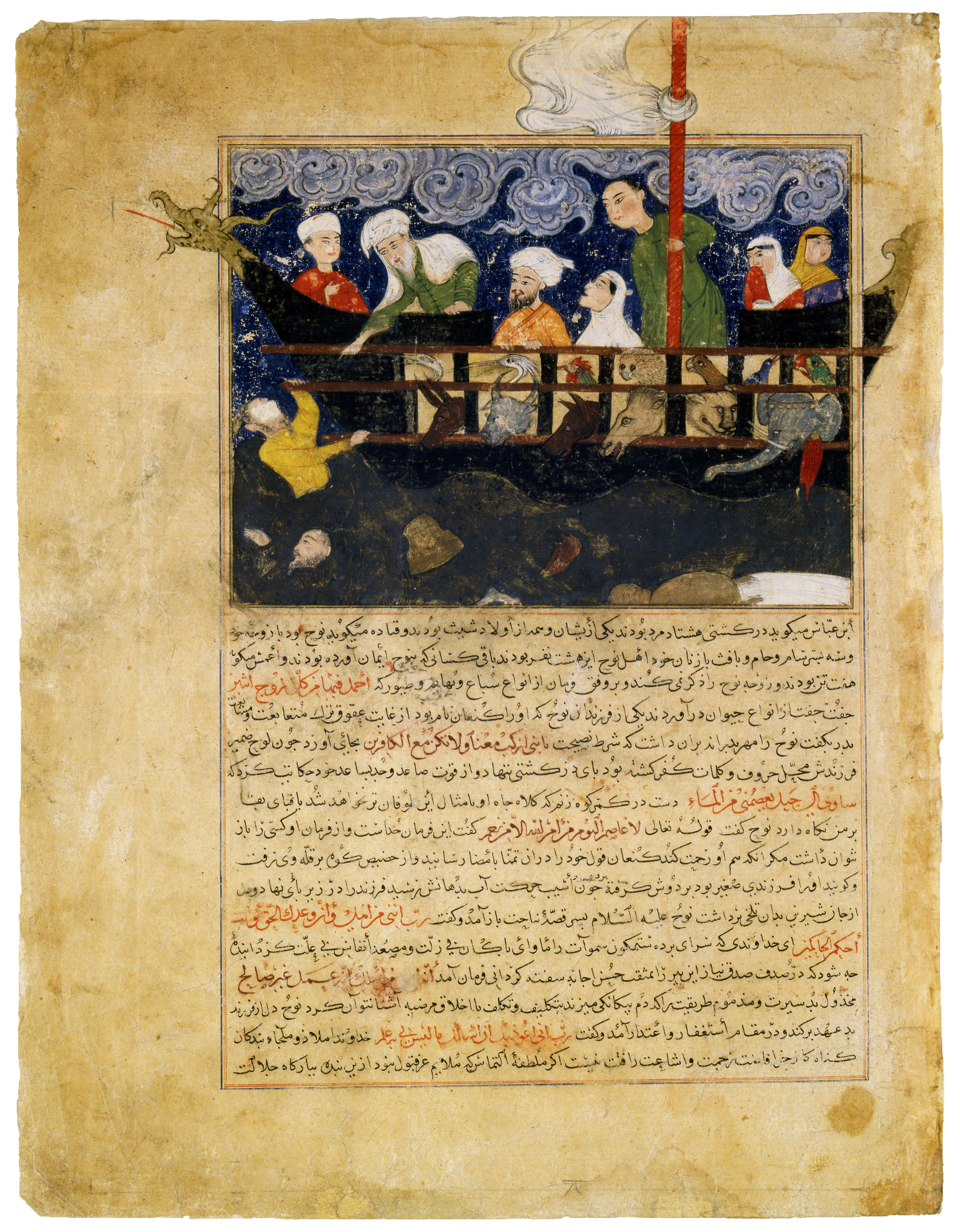
Stronica z rękopisu Madżma at-Tawarich z ilustracją przedstawiającą Arkę Noego. Ok. 1425. Kolekcja Dawida w Kopenhadze

Hafez-e Abru, albo Hafiz-i Abru, pers. حافظ ابرو, właściwie: Abdollah-e (lub Nurollah-e) Lotfollah-e Abd-ar-Raszid Behdadini (także Chafi lub Harawi), (? – zm. czerwiec 1430) – perski historyk działający na dworze Timurydów.
Urodził się w Chafie. Hafez-e Abru to honorowy tytuł (lakab) pod jakim przeszedł do historii. Wykształcenie zdobył w Hamadanie. W latach 80. XIV wieku przyłączył się do dworu Timura (1370-1405), regularnie biorąc udział w odbywających się na nim zebraniach uczonych i pisarzy i stał się znany jako świetny szachista. Towarzyszył Timurowi podczas kilku kampanii, a po jego śmierci wstąpił na służbę jego syna Szahrocha (1405-1447). Wydaje się, iż był zawodowym historykiem, nie dzierżącym żadnego stanowiska w administracji, ani jakiegokolwiek urzędu religijnego. Został pochowany w Zandżanie.
Prawdopodobnie jego pierwszą pracą było anonimowe Zajl-e Dżame at-Tawarich, mające być kontynuacją Dżame at-Tawarich Raszidoddina. Obejmowało ono panowania ilchanów Oldżajtu (1304-1316) i Abu Sa’ida (1317-1335), przy czym pierwsza część była skrótem Tarich-e Oldżajtu Kaszaniego. Drugim jego dziełem, zleconym mu przez Szahrocha, było Zajl-e Zafarname-je Szami, kontynuacja biografii Timura napisanej przez Nezamoddina Szamiego, obejmująca czas od roku 1404 do śmierci Timura w roku 1405, która została ukończona w roku 1412. Następnie na polecenie Szahrocha Hafez-e Abru napisał kronikę jego panowania do roku 1413, Tarich-e Szahroch. Kolejnym dziełem napisanym na rozkaz władcy było Tarich-e Hafez-e Abru, częściej nazywane Dżoghrafia-je Hafez-e Abru, uniwersalna praca o charakterze historyczno-geograficznym rozpoczęta w roku 1414. Początkowo miał to być przekład arabskiego dzieła geograficznego, którego identyfikacja współcześnie jest sporna, jednak Hafez-e Abru umieścił w nim także informacje z innych źródeł oraz obszerne dygresje na temat historii poszczególnych regionów, wykraczając tym samym poza ramy gatunku. W roku 1417/1418, znowu na polecenie Szahrocha, Hafez-e Abru zaczął pisać historię powszechną, znaną pod tytułem Madżmu'a-je Hafez-e Abru, która zawierała w sobie m.in. kronikę At-Tabariego w przekładzie Balamiego uzupełnioną aż do zdobycia Bagdadu przez Mongołów w roku 1258, kronikę Raszidaoddina, doprowadzoną do roku 1393, Zafarname Szamiego oraz Zajl-e Zafarname-je Szami i Tarich-e Szahroch doprowadzone do maja roku 1416. Ostatnią znaną nam pracą Hafeza-e Abru jest Madżma at-Tawarich, historia powszechna doprowadzona do roku 1427, napisana dla syna Szahrocha Bajsonghora. Składa się ona z czterech części – pierwsza dotyczy przedmuzułmańskich proroków i Iranu przed podbojem arabskim, druga historię kalifatu do roku 1258, trzecia zaś historię Iranu w okresie seldżuckim i mongolskim. Czwarta część, dedykowana Bajsonghorowi i posiadająca specjalny tytuł, Zobdat at-Tawarich-e Bajsonghori, podzielona jest na dwa rozdziały – jeden poświęcony Timurowi, drugi zaś panowaniu Szahrucha do lutego 1427. Pierwsze trzy części są w dużej mierze powtórzeniem materiału zawartego w geografii Hafeza-e Abru i Madżmu'a-je Hafez-e Abru. Najcenniejszą częścią dzieła jest Zobdat at-Tawarich-e Bajsonghori, które poczynając od Abd-ar-Razzagha Samarkandiego służyło perskim kronikarzom jako właściwie jedyne źródło do opisu pierwszej połowy panowania Szahrocha. Hafez-e Abru jest najważniejszym źródłem do poznania tego nieco ponad dwudziestoletniego okresu historii Timurydów.